# Royaume de glace
 (juin 2025).
Motif : Le groupe a été supprimé suite à un débat d'admiss en 2012, l'album ne semble pas être notoire
- Archive Wikiwix
- Bing
- Cairn
- DuckDuckGo
- E. Universalis
- Gallica
- Google
- G. Books
- G. News
- G. Scholar
- Persée
- Qwant
- (zh) Baidu
- (ru) Yandex
- (wd) trouver des œuvres sur Wikidata

| 1. | Préciser le motif de la pose du bandeau. | Précisez le motif de la pose du bandeau en utilisant la syntaxe suivante : {{admissibilité à vérifier\|date=juin 2025\|motif=remplacez ce texte par le motif}}                        |
| 2. | Informer les utilisateurs concernés.     | Pensez à avertir le créateur de l'article, par exemple, en insérant le code ci-dessous sur sa page de discussion : {{subst:avertissement admissibilité à vérifier\|Royaume de glace}} |

Albums de Sombres Forêts
Quintessence
(2006)
Royaume de Glace est le deuxième et dernier album studio en date du groupe de Black metal québécois Sombres Forêts. L'album est sorti en mars 2008 sous le label Sepulchral Productions.
Contrairement à son prédécesseur, cet album contient des titres en anglais et en français.
Les titres (Untitled) et Solstice sont des instrumentaux, Solstice étant le premier titre du groupe contenant un son de guitare acoustique.

## Musiciens
- Annatar - chant, tous les instruments

## Liste des morceaux
| No | Titre                | Durée |
| -- | -------------------- | ----- |
| 1. | (Untitled)           | 1:54  |
| 2. | Royaume de Glace     | 8:08  |
| 3. | The Forest           | 9:51  |
| 4. | Cold Forgotten Earth | 8:16  |
| 5. | La Nuit              | 9:04  |
| 6. | L'œil Nocturne       | 9:47  |
| 7. | Solstice             | 4:19  |